# Coca bamba
La coca bamba (també coca de Sant Joan, només a Ciutadella, ja que les festes majors en aquesta ciutat són per Sant Joan) o ensaïmada menorquina és una coca alta enroscada en forma d'espiral típica de les festes patronals a Menorca; se'n sol consumir a l'hivern al País Valencià, mentre la coca de llanda hi és més habitual a l'estiu. A Menorca, la seva pasta és elevada i compacta, mentre que a terres valencianes solen ser més allargades i baixes. D'altra banda, la forma menorquina de la bamba s'aproxima bastant a la mona de Pasqua valenciana, però en el cas de la bamba no és mai cremada per fora com si ocorre amb la mona. Se sol menjar amb xocolata calenta. No sol estar farcida de cremes ni confitures però amb la mateixa pasta es fan altres coques de fruites, que llavors perden la seva forma espiral característica.
Aquesta coca es fa amb farina de forner, saïm, sucre, ous, llevat de forner i aigua. A les Illes, de vegades duu patata bullida, mentre al País Valencià no. A Mallorca és pròpia de les festes de Nadal, la seva forma és semiesfèrica. La massa es deixa créixer i després se li dona la seva forma característica, es deixen reposar novament i finalment es couen al forn i es cobreixen de sucre fi. Tradicionalment es consideren més maques les que s'apugen més.

## Elaboració

### Ingredients
- ½ kg de farina normal
- ½ kg de farina de força
- 250 g de patata
- 250 g de sucre
- 3 ous
- Un tros de llevat
- Saïm
- Mantega de vaca cuita

### Preparació
Agafeu el llevat i foneu-lo dins d'un got d'aigua freda. Una vegada el llevat sigui fus afegiu-li farina fins que quedi espès. Ha de quedar tapat de farina i una vegada aconseguit deixeu-ho tovar. Bulliu la patata, aixafeu-la i tapeu-la de sucre.
Remeneu els ous, afegiu la patata bullida, el sucre i el llevat tovat. Poseu una cullerada de saïm. Mescleu la farina normal i la de força. Una vegada tenim la pasta, mentre l'anam pastant, afegim mantega cuita de vaca. Aquesta pasta s'ha de deixar tovar unes dotze hores.
Agafeu un tros de pasta, aplaneu-la, feu amb ella un rotlle i l'envoltam fins a aconseguir la forma d'ensaïmada. Després una vegada fetes, deixeu que tovin durant quatre hores. Llavors calenteu el forn durant un quart d'hora i després posam les ensaïmades. Aneu-les vigilant perquè no es cremin, normalment estan fetes amb un quart d'hora aproximadament. Una vegada fetes podem posar-hi sucre en pols per sobre.

## Altres denominacions
A la Marina Alta, gràcies a l'empresa alimentària productora d'aquest dolç i amb seu a Pego, se'n poden dir "pegolines".